# Gamkonora
Gamkonora és un estratovolcà actiu situat a la part nord de l'illa de Halmahera, a Indonèsia. S'alça fins als 1.635 msnm, i és el cim més alt de l'illa.
Es tenen documentades tretze erupcions amb índex d'explosivitat volcànica (VEI) d'entre 1 i 5 en temps històrics. L'erupció més important va tenir lloc el 20 de maig de 1673 (VEI-5) i va anar acompanyada d'un tsunami que va afectar els pobles propers. Entre el 1564 i el 1989 el volcà va entrar en erupció dotze vegades. La darrera erupció va tenir lloc el 10 de juliol de 2007, obligant a fugir de les seves cases a més de 8.000 persones.